# Anne Lefort
Anne Lefort es una deportista francesa que compitió en vela en la clase Europe. Ganó dos medallas en el Campeonato Mundial de Europe, bronce en 1979 y plata en 1980.

## Palmarés internacional
| Campeonato Mundial | Campeonato Mundial    | Campeonato Mundial | Campeonato Mundial |
| Año                | Lugar                 | Medalla            | Clase              |
| ------------------ | --------------------- | ------------------ | ------------------ |
| 1979               | La Rochelle (Francia) | Medalla de bronce  | Europe             |
| 1980               | Grömitz (RFA)         | Medalla de plata   | Europe             |